# Élie Bertrand
Pour les articles homonymes, voir Bertrand.
Élie Bertrand, né le 17 mai 1713 à Orbe et mort  le 23 août 1797 à Yverdon, est un pasteur, géologue et naturaliste suisse.

## Biographie
D'une famille originaire de Toulouse et installée en Suisse à cause de la révocation de l’Édit de Nantes, il suit des études de théologie à Lausanne et à Genève entre 1731 et 1738. Son frère est l’agronome Jean Bertrand (1708-1777), son père, Elie, est apothicaire et président du consistoire d'Orbe et sa mère se nomme Marie Faure (ou Favre).
Il est consacré en 1740 à Lausanne. Il exerce comme pasteur pendant quelques années avant d’entrer au service de l’église française de Berne en 1744 comme diacre, puis comme pasteur en 1756. C'est là qu'il rentre en relation avec Voltaire, notamment au moment de l'affaire Calas. Les deux hommes restent en contact jusqu'en 1773.
Il correspondit également avec Albert de Haller et Carl von Linné.
Il part en 1765 pour la Pologne où il se lie avec le roi Stanislas II de Pologne et dirige le Département de l’industrie, de l’agriculture et des sciences naturelles, pendant une année, avant d’être anobli en 1768.
Il revient en octobre 1768 en Suisse et s’installe à Yverdon où il avait fondé la bibliothèque (en 1761) ainsi que la société économique de la ville. Son propre cabinet d'histoire naturelle est à l'origine du musée d'Yverdon. 
Membre de diverses sociétés savantes (Lyon, Genève, Florence, etc.), il écrivit de nombreux ouvrages de recherche en philosophie, linguistique, histoire naturelle, sismologie et hydrographie.  Il a également collaboré, par des articles d'histoire naturelle, aux volumes VIII et IX de l’Encyclopédie de Diderot et D’Alembert, puis à l'Encyclopédie d'Yverdon et au Supplément à l'Encyclopédie.

## Liste partielle des publications
- Mémoires sur la structure intérieure de la terre (Heidegguer, Zurich, 1752).
- Essai sur les usages des montagnes, avec une lettre sur le Nil (Heidegguer, Zurich, 1754).
- Mémoires historiques et physiques sur les tremblements de terre (Pierre Gosse junior, La Haye, 1757).
- Recherches sur les langues anciennes et modernes de la Suisse et principalement du pays de Vaud (C. et A. Philibert, Genève, 1758).
- Dictionnaire universel des fossiles propres et des fossiles accidentels (P. Gosse junior et D. Pinet, La Haye, 1763).
- Essai sur l’art de former l’esprit, ou Premiers éléments de la logique (G. Regnault, Lyon, 1764).
- Recueil de divers traités sur l’histoire naturelle de la terre et des fossiles (L. Chambeau, Avignon, 1766) [lire en ligne].
- Lettre à M. le Cte de Buffon... ou Critique et Nouvel essai sur la théorie générale de la terre, avec une notice du dernier discours de M. Pallas, sur la formation des montagnes, sur les changements arrivés au globe, etc. (Besançon, 1782).

## Toponymie
Il existe à Yverdon, dans le quartier Pierre-de-Savoie, une rue Élie-Bertrand.